# Syzygium rhizophorum
Syzygium rhizophorum là một loài thực vật có hoa trong Họ Đào kim nương. Loài này được (Boerl. & Koord.-Schum.) Govaerts mô tả khoa học đầu tiên năm 2008.